# Coronaster
Coronaster is een geslacht van zeesterren uit de familie Asteriidae.

## Soorten
- Coronaster briareus (Verrill, 1882)
- Coronaster eclipes Fisher, 1925
- Coronaster halicepus Fisher, 1917
- Coronaster marchenus Ziesenhenne, 1942
- Coronaster pauciporis Jangoux, 1984
- Coronaster reticulatus (H.L. Clark, 1916)
- Coronaster sakuranus (Döderlein, 1902)
- Coronaster volsellatus (Sladen, 1889)